# 7-cloro-1-heptino
El 7-cloro-1-heptino, llamado también 7-clorohept-1-ino o 1-cloro-6-heptino, es un compuesto orgánico de fórmula molecular C7H11Cl. Es un cloroalquino lineal de siete carbonos con un átomo de cloro unido a uno de los carbonos terminales y un triple enlace en el extremo opuesto de la cadena carbonada.

## Propiedades físicas y químicas
A temperatura ambiente, el 7-cloro-1-heptino es un líquido con una densidad inferior a la del agua, ρ ≃ 0,94 g/cm³. Tiene su punto de ebullición a 165 °C y su punto de fusión a -22 °C, siendo ambos valores estimados.
El valor del logaritmo de su coeficiente de reparto, logP = 2,897, indica que es más soluble en disolventes apolares que en disolventes polares.
En agua, su solubilidad es de 150 mg/L aproximadamente.

## Síntesis
El 7-cloro-1-heptino puede obtenerse tratando 1-cloro-5-iodopentano con tetrahidrofurano (THF) seco y HMPA a -30 °C en atmósfera de nitrógeno.
También puede prepararse a partir de 1-cloro-5-iodobutano y acetiluro de sodio en amoníaco líquido.

## Usos
El 7-cloro-1-heptino es precursor en la síntesis de ácido 10-hidroxihexadec-7-eno-1-oico, haciéndole reaccionar con n-butil-litio para formar un compuesto organometálico, el cual a su vez reacciona con 1,2-epoxioctano.
También puede emplearse en la elaboración de homólogos y derivados de 9-oxo-13-trans-prostenamida y 9-hidroxi-13-trans-prostenamida, compuestos que muestran actividad antimicrobiana e hipotensora similar a la prostaglandina.
El 7-cloro-1-heptino se puede trimerizar utilizando un catalizador de Ziegler preparado a partir de cloruro de titanio (IV) y triisobutilaluminio. Como producto se forma una mezcla de 1,3,5- y 1,2,4-tris(cloroheptil)benceno. El tratamiento con acetiluro de sodio proporciona los correspondientes triheptinilbencenos.